# Os Lutadores
Os Lutadores (no original em inglês: The Wrestlers) é uma pintura a óleo sobre cartão do artista inglês William Etty, pintada por volta de 1840, e encontra-se na York Art Gallery. O trabalho mostra uma luta entre dois homens, um negro e um branco, ambos cobertos de suor, sobre um intenso foco de luz que destaca as suas curvas e músculos. Embora não haja muita documentação sobre a pintura, antes de 1947, é provável que tenha sido pintado num período de três noites numa aula de desenho anatómico na Academia Real inglesa.
A Academia Real tinha mudado de instalações para a Trafalgar Square em 1837, e o estúdio utilizado pelos alunos de desenho era apertada e quente, um facto que poderá explicar o suor nas figuras. Etty era conhecido pelas suas pinturas de nus femininos, ou quase nus,  em contextos históricos e mitológicos, mas também pintava homens em diversas formas de combate.
Na época em que a pintura foi elaborada, os desportos viam a sua presença tornar-se popular, e Os Lutadores era tanto um reflexo desta tendência como uma tradição inglesa de copiar poses a partir de clássicos helenísticos. Era, também, um período de alterações nas atitudes britânicas face às  to relações inter-raciais. Etty, neste período, fazia um esforço consciente para ilustrar lições de moral nos seus trabalhos, e não é claro se ele escolheu o tema da pintura como forma de comentário social ou simplesmente por causa do contraste entre os tons da pele negra e branca ser visualmente forte.
Apesar de esta pintura ter sido exibida numa exposição mais global e introspectiva do trabalho de Etty em 1849, passou, posteriormente, para uma colecção privada e só foi exposta de novo passado um século. Em 1947, foi colocada à venda; com pouco interesse comercial por parte das galerias, foi adquirida por um preço irrisório de 30 guinéus pela York Art Gallery, onde se encontra. Em 2002 e 2011–12, fez parte de grandes exibições.